# 선우도호부
선우도호부(單于都護府)는 당나라가 숴저우 시(朔州市)에 설치한 도호부이다.

## 역사
646년 투르크의 일족인 설연타(薛延陀)가 멸망했을 때, 당은 외몽골의 철륵(鐵勒)제부족의 침략을 막기위해 6도독부(六都督府)와 7자사주(七刺史州)를 두었다.
이듬해에는 오르도스 남부에 연연도호부(燕然都護府)를 설치하여 공격을 방어 하였다.
663년 연연도호부를 한해도호부(瀚海都護府)로 개칭하였다. 내몽골 지역에는 운중도호부(雲中都護府)를 두어 오로지 돌궐족의 침략을 감시하였으며 이듬해 운중도호부는 선우도호부로 개칭하였다.
결국 682년 돌궐의 쿠트루크(骨咄祿)가 선우도호부를 정복하고 내몽골지역을 전체 지배하였다. 또한 당나라의 남부 도시들도 돌궐에 의해 정복당했다.

## 부속 관할

### 3도독부(3都督府)
- 낭산도독부(狼山都督府)(후에 호연도독부(呼延都督府)라 개칭됨.)
- 운중도독부(雲中都督府)
- 상건도독부(桑乾都督府)

### 24주(24州)
- 사리주(舍利州)
- 사피주(思辟州)
- 아사나주(阿史那州)
- 작주(綽州)
- 백등주(白登州)
- 소농주(蘇農州)
- 아덕주(阿德州)
- 집실주(執失州)
- 발연주(拔延州)
- 울야주(郁射州)
- 예실주(藝失州)
- 비실주(卑失州)
- 질략주(叱略州)
- 하노주(賀魯州)
- 갈라주(葛邏州)
- 수질주(閖跌州)

## 같이 보기
- 안동도호부
- 안서도호부
- 안남도호부
- 안북도호부
- 북정도호부